# Bagna Derlicz

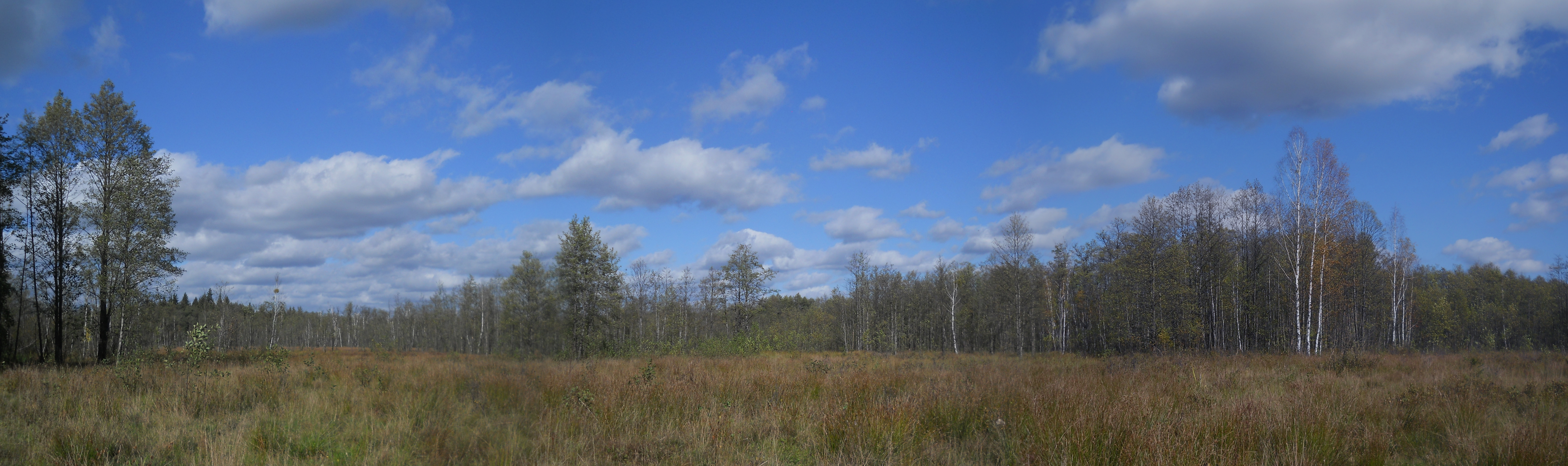
Bagna Derlicz w kwadracie 118

Bagna Derlicz – zespół dużych kompleksów torfowiskowych położonych w kwartałach: 117, 118 i 148 Puszczy Białowieskiej, niedaleko Nowosad. Bagna porośnięte są przez drzewostan składający się w większości z brzozy omszonej z dużą domieszką olszy czarnej, sosny zwyczajnej i roślinność bagienną. Ma tu swoje stanowisko wiąz szypułkowy. Duże, kilkudziesięciohektarowe fragmenty ponad stuletniego lasu, miejsca gniazdowania ptaków drapieżnych, występowanie wilka szarego, i rysia złożyły się na utworzenie w tym miejscu rezerwatu przyrody (w ramach Rezerwatu Lasy Naturalne Puszczy Białowieskiej powołanego w 2003 roku). Na południe od Bagien Derlicz rozciąga się uroczysko Sorocza Nóżka znajdujące się w okolicach miejscowości o tej samej nazwie. Ze wschodniej części bagien bierze swój początek rzeka Łutownia.
Borealne brzeziny bagienne porastające Bagna Derlicz ulegały podczas eksploatacji Puszczy Białowieskiej szybkiej degradacji. Do końca lat 90 XX wieku bagna znajdowały się na skraju silnego zanieczyszczenia gazowego. Wprowadzenie nowych regulacji, (m.in. budowa progów kamiennych), wpłynęło korzystnie na ekosystem i zauważalne są już procesy regeneracji. Na początku bieżącego stulecia wyraźnie zmniejszyła się też ilość emisji zanieczyszczeń gazowych.

## Literatura
- Aleksander Władysław Sokołowski: Lasy Puszczy Białowieskiej. Warszawa: Centrum Informacyjne Lasów Państwowych, 2004. ISBN 83-88478-44-3. Brak numerów stron w książce
- Zasady funkcjonowania Białowieskiego Parku Narodowego powiększonego na cały obszar polskiej części Puszczy Białowieskiej : (propozycja). Białowieża: BPN, 2000. ISBN 83-87054-49-6. Brak numerów stron w książce